# That's All (Bobby Darin)
| Recensione                        | Giudizio |
| --------------------------------- | -------- |
| AllMusic                          | [ 2 ]    |
| The New Rolling Stone Album Guide | [ 3 ]    |

That's All è il secondo album discografico del cantante statunitense Bobby Darin, pubblicato dall'etichetta discografica Atco Records nel marzo del 1959.

## Tracce

### LP
Lato A
1. Mack the Knife – 3:04 (Kurt Weill, Bertolt Brecht, Marc Blitzstein) – Registrato il 19 dicembre 1958 a New York City
2. Beyond the Sea – 2:52 (Charles Trenet, Jack Lawrence) – Registrato il 24 dicembre 1958 a New York City
3. Through a Long and Sleepless Night – 2:36 (Mack Gordon, Alfred Newman) – Registrato il 22 dicembre 1958 a New York City
4. Softly as in a Morning Sunrise – 2:29 (Oscar Hammerstein II, Sigmund Romberg) – Registrato il 19 dicembre 1958 a New York City
5. She Needs Me – 3:28 (Arthur Hamilton) – Registrato il 22 dicembre 1958 a New York City
6. It Ain't Necessarily So – 3:28 (Ira Gershwin, George Gershwin) – Registrato il 24 dicembre 1958 a New York City

Lato B
1. I'll Remember April – 2:19 (Patricia Johnston, Don Raye, Gene De Paul) – Registrato il 24 dicembre 1958 a New York City
2. That's the Way Love Is – 2:59 (Bobby Darin) – Registrato il 19 dicembre 1958 a New York City
3. Was There a Call for Me – 3:08 (Woody Harris, Marty Holmes) – Registrato il 22 dicembre 1958 a New York City
4. Some of These Days – 2:38 (Shelton Brooks) – Registrato il 24 dicembre 1958 a New York City
5. Where Is the One – 3:26 (Eddie Finckel, Alec Wilder) – Registrato il 22 dicembre 1958 a New York City
6. That's All – 2:01 (Alan Brandt, Bob Haymes) – Registrato il 19 dicembre 1958 a New York City

## Musicisti
Mack the Knife / Softly as in a Morning Sunrise / That's the Way Love Is / That's All
- Bobby Darin - voce
- Richard Wess - conduttore orchestra, arrangiamenti
- Joe Cabot - tromba
- Jimmy Nottingham - tromba
- Bernie Privin - tromba
- Doc Severinsen - tromba
- Morton Bullman - trombone
- Harry DiVito - trombone
- Bob McGarity - trombone
- Frank Rehak - trombone
- George Berg - reed
- Romeo Penque - reed
- Jerome Richardson - reed
- Jerry Sanfino - reed
- Joe Soldo - reed
- Hank Jones - piano
- Al Caiola - chitarra
- Eddie Safranski - contrabbasso
- Don Lamond - batteria
- Phil Kraus - percussioni
- Terry Snyder - percussioni
- Tom Dowd, Carl Lustig, Herb Kaplan e Heinz Kubicka - ingegneri delle registrazioni

Beyond the Sea / It Ain't Necessarily So / I'll Remember April / Some of These Days
- Bobby Darin - voce
- Richard Wess - conduttore orchestra, arrangiamenti
- Joe Cabot - tromba
- Mel Davis - tromba
- Al DeRisi - tromba
- Doc Severinsen - tromba
- Billy Byers - trombone
- Cutty Cutshall - trombone
- Frank Rehak - trombone
- Chauncey Welsch - trombone
- Leon Cohen - reed
- Walt Levinsky - reed
- Seldon Powell - reed
- Jerry Sanfino - reed
- Moe Wechsler - piano
- Mundell Lowe - chitarra
- Eddie Safranski - contrabbasso
- Don Lamond - batteria
- Tom Dowd, Carl Lustig, Herb Kaplan e Heinz Kubicka - ingegneri delle registrazioni

Through a Long and Sleepless Night / She Needs Me / Was There a Call for Me / Where Is the One
- Bobby Darin - voce
- George Berg - reed
- Romeo Penque - reed
- Isadore Zir - viola
- Maurice Brown - violoncello
- Henry Pakaln - violoncello
- Morris Stonzek - violoncello
- Sconosciuti - 12 violini
- Moe Wechsler - piano, celesta
- Mundell Lowe - chitarra
- Eddie Safranski - contrabbasso
- Bobby Rosengarden - batteria

Note aggiuntive
- Ahmet Ertegün, Nesuhi Ertegün e Jerry Wexler - supervisione
- Richard Weiss - conduttore orchestra, arrangiamenti
- Tom Palumbo - foto copertina album originale
- Marvin Israel - design copertina album originale
- Gary Kramer - note retrocopertina album originale
- Sammy Davis Jr. - note retrocopertina album originale (telegramma)
- Bobby Darin - note retrocopertina album

## Classifica
Singoli
| Anno | Titolo del brano | Classifica             | Posizione raggiunta |
| ---- | ---------------- | ---------------------- | ------------------- |
| 1959 | Mack the Knife   | Billboard Hot 100      | 1                   |
| 1960 | Beyond the Sea   | Billboard Hot 100      | 6                   |
| 1959 | Mack the Knife   | Hot R&B/Hip-Hop Songs  | 6                   |
| 1960 | Beyond the Sea   | Hot R&B/Hip-Hop Songs  | 15                  |
| 1959 | Mack the Knife   | Official Singles Chart | 1                   |
| 1960 | Beyond the Sea   | Official Singles Chart | 8                   |